# Diego de Alvear y Ponce de León
Diego Estanislao de Alvear y Ponce de León (Montilla, Córdoba, 13 de noviembre de 1749 - Madrid, 15 de enero de 1830) fue un brigadier de la Armada española e importante bodeguero (nieto del fundador de Bodegas Alvear, de Montilla, Córdoba, España).
Su hija Sabina de Alvear y Ward, además de escribir la historia de su padre, fue decisiva en la comercialización de los vinos de la bodega en Europa. Su hijo Carlos María de Alvear, establecido en Argentina, dio lugar a una saga de políticos de este país en los que sobresalen su nieto Torcuato de Alvear y su bisnieto Marcelo Torcuato de Alvear, presidente de la República Argentina entre 1922 y 1928.

## Orígenes
Era natural de la ciudad cordobesa de Montilla y fue el tercer hijo de Santiago Alvear y de Escolástica Ponce de León, hija del corregidor de Montilla Luis Ponce de León. Pertenecía a una familia acomodada: su abuelo, Diego de Alvear y Escalera, había sido el fundador en 1729 de las bodegas Alvear de Montilla, y por los Ponce de León descendía de Rodrigo Ponce de León, noble de origen español que llevó descendencia a América, además de Marcelo Torcuato de Alvear, a la descendencia del marqués Ramón García de León y Pizarro.

## Estudios, carrera político-militar en las colonias y primer matrimonio
Cursó sus estudios en centros jesuitas primero de Montilla y luego de Granada, hasta que la expulsión de los jesuitas en 1767 le obliga a volver a Montilla. Tras ingresar en la Armada española como guardiamarina en 1770, logra alcanzar el grado de brigadier (1771), llega a Río de la Plata en 1774 y toma parte en la llamada “Guerra de Sacramento” o “Expedición de Ceballos” (1776-1777). Su nombre se debe a que se trató de un conflicto colonial entre España y Portugal por el control de la colonia del Sacramento (en el territorio del actual Uruguay), en el que las fuerzas españolas fueron dirigidas por Pedro de Cevallos. Tras una resolución favorable a los intereses españoles, Carlos III creó el virreinato del Río de la Plata y nombró virrey al victorioso general, Pedro de Cevallos.

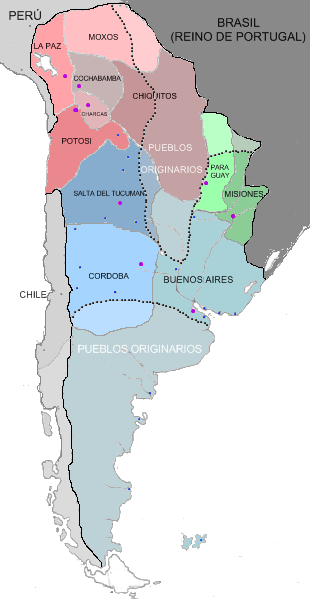
El Virreinato del Río de la Plata en 1783.

Fue en este nuevo virreinato el que Diego de Alvear y Ponce de León vivió durante casi treinta años. Allí continuó su ascendente carrera militar llegando a general y contrajo matrimonio en 1781 con la joven porteña María Josefa Balbastro, con la que tuvo nueve hijos.
Años antes, al parecer según crónicas de diferentes autores entre los que está su nieta, habría tenido otro hijo natural, fruto de una relación con una indígena guaraní llamada Rosa Guarú, y que sería adoptado por la familia del teniente de gobernador de Yapeyú (Argentina) Juan de San Martín, tratándose del que en un futuro llegaría a ser el libertador José de San Martín. Este controvertido asunto fue declarado de interés en Argentina por la Cámara de Diputados de la Nación, según resolución del 4 de octubre de 2006.
Entre las labores desarrolladas en esta etapa de su vida, destaca su participación en la delimitación de la frontera entre los territorios portugueses y españoles. Se trató de una empresa que, como muchas otras emprendidas por el rey español Carlos III, mezclaba los ideales ilustrados con los objetivos políticos. Tras el conflicto colonial, ambas metrópolis decidieron establecer claramente los límites fronterizos entre sus posesiones. Carlos III ordenó que, para realizar esta tarea, debía dividirse la frontera a delimitar en cinco tramos para su estudio. A Diego de Alvear le correspondió una de estas divisiones a estudiar, en concreto la de zona de los ríos Paraná y Paraguay. Allí paso 18 años (1782-1800) levantando planos topográficos, haciendo estudios botánicos y elaborando informes sobre los indios tupíes y guaraníes.

## La batalla del Cabo de Santa María
El siete de agosto de 1804 Diego de Alvear, ya Mayor General, embarcó en Montevideo con destino a España. En dicho puerto cayó enfermo Tomás de Ugarte y Liaño, el segundo comandante de la flota y en el protocolo de la Armada, en casos así quien le sustituye en el puesto es el siguiente en el escalafón. Ese es el motivo por el que Diego Alvear y su hijo Carlos María, cadete del Regimiento de Dragones de Buenos Aires, se trasladaron a la "capitana", la Medea, fragata en la que navegarían hasta aquella aciaga mañana del 5 de octubre de 1804.
En la fragata Nuestra Señora de las Mercedes viajaban su esposa y el resto de sus hijos y transportaba las riquezas acumuladas por Diego de Alvear tras esos años de servicio en el Río de la Plata. La flotilla, que se dirigía a Cádiz, estaba compuesta por cuatro fragatas, Nuestra Señora de las Mercedes, La Clara, La Medea y La Fama, mandadas por el brigadier José de Bustamante y Guerra.

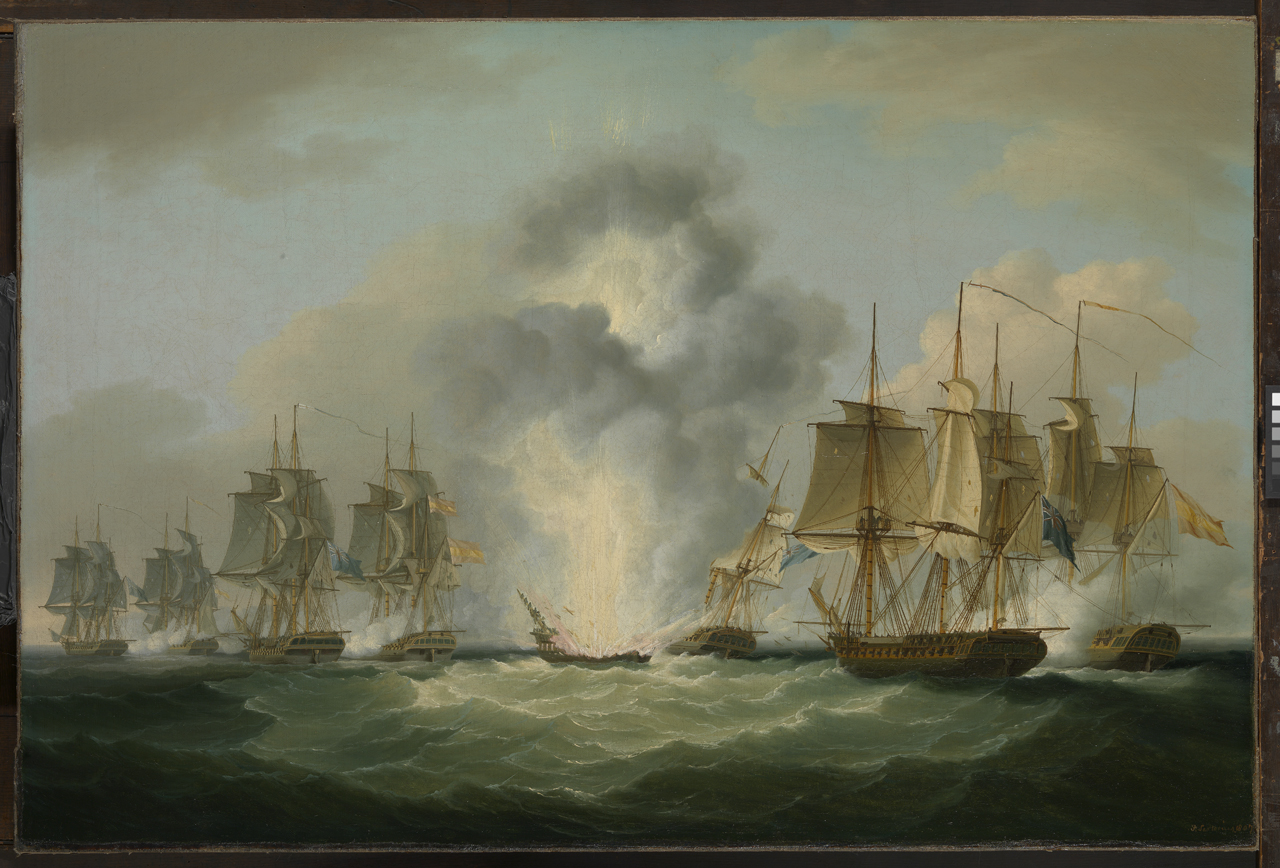
La flotilla de Bustamante es interceptada por 4 fragatas inglesas mandadas por Moore y la Amphion alcanza la santabárbara de la Mercedes. Recreación de Francis Sartorius (National Maritime Museum).

El cinco de octubre de 1804 tuvo lugar la llamada Batalla del cabo de Santa María. Cerca de la costa portuguesa del Algarve, los barcos españoles se encontraron con una flotilla de guerra británica que, a pesar de que ambos países estaban en paz por el Tratado de Amiens de 1802, amenazaron a los españoles. Sin embargo, los acontecimientos se precipitaron, y un cañoneo intimidatorio británico alcanzó la santabárbara de la fragata Mercedes, que se hundió en el acto, llevándose consigo las riquezas acumuladas por Diego Alvear y las vidas de su esposa e hijos. Tan solo se salvó el primogénito, Carlos María de Alvear, que estaba con él. Dos meses después, en diciembre de 1804, España declaraba la guerra a Gran Bretaña.

## Segundo matrimonio y vuelta a España
Tras el hundimiento de la Mercedes, la flotilla fue capturada y llevada a Inglaterra, donde Diego de Alvear quedó prisionero, aunque con honores y privilegios. Hasta tal punto tuvo eco la trágica pérdida familiar de Diego de Alvear, que el gobierno británico decidió resarcirlo en parte de las pérdidas económicas que había supuesto el hundimiento de la Mercedes. Fue indemnizado con 12.000 libras.
Fue en este particular cautiverio donde conoció, yendo a misa, a la joven irlandesa Luisa Rebecca Ward, con quien acabaría contrayendo matrimonio y teniendo siete hijos. En diciembre de 1805 vuelve a España y en 1806 llega a Madrid. Posteriormente, como hemos dicho, Diego de Alvear contrae matrimonio en segundas nupcias con Luisa Rebecca Ward el 20 de enero de 1807, celebrándose las nupcias en Montilla (Córdoba, España).

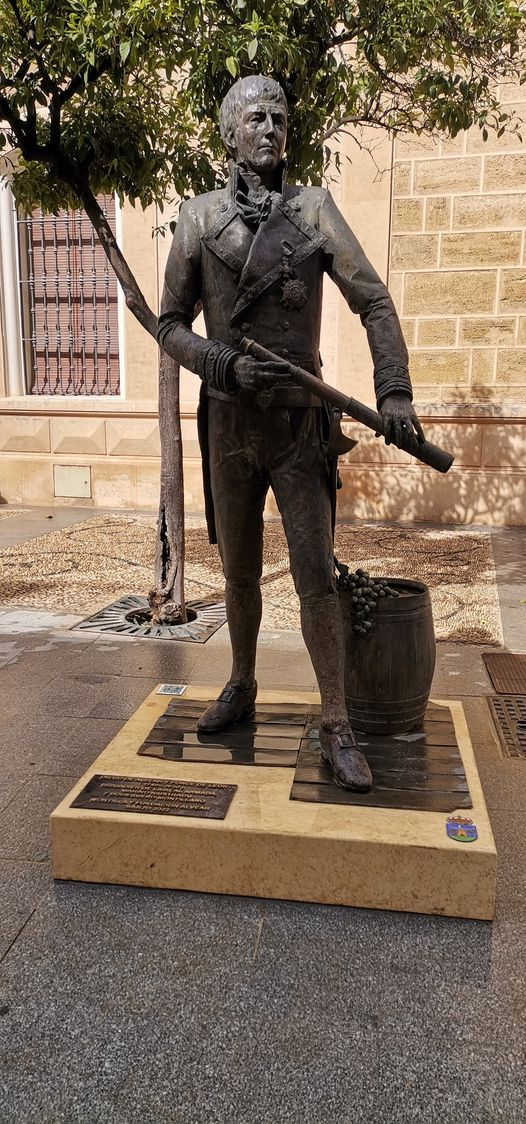
Estatua de Don Diego de Alvear y Ponce de León situada en la Plaza del Ayuntamiento de Montilla.

## Guerra de Independencia Española y defensa de Cádiz
En agosto de 1807, Alvear es puesto a cargo de las unidades de artillería que defendían Cádiz, cargo desde el que participará en la defensa de la ciudad frente a las tropas francesas, que habían invadido España en 1808, pasando de aliado a enemigo.
Diego de Alvear organizará la defensa de la ciudad frente a los franceses, siendo uno de sus primeros logros conseguir que la flota francesa de Rosilly, internada en la bahía de Cádiz hasta entonces (no podemos olvidar que mes y medio antes Francia era aliada) se rindiese en junio de 1808. Otra importante aportación de nuestro personaje fue la reorganización de las milicias de Cádiz, un cuerpo de dos mil voluntarios llamados "Voluntarios distinguidos de Cádiz".
En marzo de 1810, Diego de Alvear será nombrado gobernador político-militar de la Isla del León (hoy San Fernando) y su notoriedad en la defensa de Cádiz le valdrá el nombramiento de caballero gran cruz de la Orden de San Hermenegildo. El escritor José de Espronceda dedicará posteriormente un poema a Diego de Alvear: "A Don Diego de Alvear".

## El reinado de Fernando VII: luchas entre liberales y absolutistas
Tras la Guerra de Independencia, Diego de Alvear pedirá licencia para marchar a Inglaterra. Ésta le será concedida, de modo que vive en Gran Bretaña entre 1814 y 1817. Quizás estos años en territorio británico tengan que ver con ciertas simpatías liberales de Diego de Alvear. No podemos olvidar sus estrecha relación con la defensa de Cádiz, ciudad en la que se proclamaba la constitución española de 1812. Fernando VII no dudó en imponer la autoridad absolutista y en perseguir a los liberales.
A su vuelta en 1817, se recluye en Montilla y en el negocio vitivinícola familiar, aunque los acontecimientos políticos del país le llevarán a participar activamente. En 1820 se instaura en España el Trienio Liberal y en 1821 una serie de fuerzas militares acantonadas en Córdoba tratarán de reimplantar el absolutismo. Diego de Alvear se opondrá a ello organizando una milicia de voluntarios en Montilla que resistirá frente a los sublevados hasta la llegada de refuerzos que acabarán con el movimiento rebelde. Como reconocimiento, será nombrado en 1822 Comandante de la Milicia Nacional de Montilla y en 1823 volverá a Cádiz.
Sin embargo, la reinstauración del absolutismo en 1823 suponen para Diego de Alvear la vuelta a Montilla, el ser varias veces detenido y vuelto a poner en libertad y un fuerte quebranto económico. Igualmente se le retiran y devuelven sus títulos y honores en varias ocasiones, a capricho del monarca, hasta que en 1829 recupera todos sus títulos y honores. Morirá en Madrid, el 15 de enero de 1830.

## Un hombre de amplia cultura
Se trataba de un hombre que hablaba múltiples idiomas: latín, inglés, francés, español, italiano, portugués e incluso tupí y guaraní, habiendo aprendido estas dos últimas lenguas durante su labor geográfica en el sector occidental del Gran Chaco. Tenía además amplios conocimientos astronómicos y matemáticos ligados a su actividad militar tanto en la armada como en la artillería y a la labor que desempeñó al delimitar la frontera entre las posesiones coloniales españolas y portuguesas en la zona del Río de la Plata.
Entre sus obras escritas, cabe mencionar “Descripción de Buenos Aires” y “Demarcación de los territorios de España y Portugal”.

## Actualidad: el expolio de la fragataMercedes
Los restos de la Fragata Nuestra Señora de las Mercedes, en cuyo hundimiento pereció la primera esposa de Diego de Alvear y ocho de los nueve hijos de este primer matrimonio, fueron encontrados y expoliados por la empresa cazatesoros estadounidense Odyssey Marine Exploration entre marzo y mayo de 2007. Esta empresa, que usó Gibraltar como base, extrajo enormes cantidades de monedas de plata y oro (200.000), así como cañones, lingotes de cobre, etc. La mayor parte de estas riquezas fueron fletadas en avión con destino a Estados Unidos desde el aeropuerto gibraltareño. El gobierno español llevó a la empresa ante los tribunales por este asunto.
Cinco años después, la justicia estadounidense obligó a la empresa Odyssey Marine Exploration a la devolución del tesoro al Gobierno español.